# Konrad I. von Abenberg
Konrad von Abenberg (* um 1075; † 9. April 1147 im Lungau, Salzburg) war Erzbischof von Salzburg in der ersten Hälfte des 12. Jahrhunderts und dabei ein äußerst tatkräftiger Reformer, der so vielfach den Ehrentitel „zweiter Gründer der Kirche Salzburgs“ erhielt. In der Literatur wird er häufig fälschlicherweise der Familie der niederbayerischen Abensberger zugeordnet.

## Leben
Erzbischof Konrad von Abenberg entstammte der Familie der Grafen von Abenberg-Frensdorf, Hochstiftsvögte von Bamberg.
Als Sohn von Wolfram I. von Abenberg wurde er am Hof des Kaisers Heinrich IV. erzogen, wurde Hofkaplan und danach Domherr in Hildesheim. Am 7. Januar 1106 ernannte ihn König Heinrich V. zum Erzbischof von Salzburg, wo noch der von Heinrich IV. eingesetzte Gegenerzbischof Berthold von Moosburg regierte. Durch die militärische Unterstützung seiner älteren Brüder Otto und Wolfram konnte er Berthold zur Abdankung bewegen. Papst Paschalis II. weihte ihn am 21. Oktober in Guastalla zum Bischof und übergab ihm das Pallium.
Im Juli 1110 zog er mit dem späteren Kaiser Heinrich V. gemeinsam nach Italien, lehnte aber das so genannte „Konkordat von Sutri“ ab und stellte sich im Investiturstreit auf die Seite des Papstes. Wegen weiterer Konflikte mit den kaiserlichen Beamten musste er 1112 fliehen und konnte erst 1121 nach Salzburg zurückkehren.
Nach seiner Rückkehr reorganisierte er seine Diözese, gründete etliche Klöster und reformierte viele andere, indem er die Regel der Augustiner-Chorherren oder jene der Regularkanoniker durchsetzte (Domstift zu Salzburg, St. Zeno in Bad Reichenhall, Gurk, Reichersberg, Berchtesgaden, Baumburg, Gars am Inn, Au am Inn, Ranshofen, Höglwörth, Herrenchiemsee, Seckau, Suben); diese Reformbemühungen strahlten auch auf die zur Salzburger Kirchenprovinz rechnende Diözese Brixen (Reformstift Neustift) und sogar bis in den Trienter Raum (Reformstift San Michele all’Adige) aus. Auch die Benediktiner wurden vom Erzbischof unterstützt. Durch diese Maßnahmen, die begleitet wurden von einer großen Anzahl von Reisen und Visitationen, erwarb er sich den Ehrentitel „Zweiter Gründer der Salzburger Kirche“.
1121 erhielt der Dom zwei mächtige Türme im Westen. 1127 ließ er den nun abgebrannten Salzburger Dom wiederaufbauen und ausbauen. Für die Armen der Stadt wird vom Domkapitel des St. Johannsspital (heute Spital der Barmherzigen Brüder am Kai), nächstgelegen errichtet das Stift St. Peter das Laurentiusspital (heute Chiemseehofteile). 1140 legt er den Domfriedhof an.
Er wies dem Stift St. Peter Grundflächen zu, auf denen zuvor seine Residenz stand und dann ein Teil des Klosters aufgebaut wurde. Die neue erzbischöfliche Residenz verlegte er zum Dom hin. Unter seiner Regierung entstand auch der Stiftsarm des Almkanals.
Zur Ungarnabwehr erbaute er die Burgen Leibnitz (Seggau), Pettau (heute Ptuj) und Reichenburg (heute Brestanica). Auch ein Ausbau der Burg Deutschlandsberg als Zentrum der Salzburger Besitzungen in der Weststeiermark wird für seine Regierungszeit angenommen.